# SZD-51 Junior
SZD-51 Junior – polski, jednomiejscowy, szybowiec szkolno-treningowy, zaprojektowany w Przedsiębiorstwie Produkcyjno-Doświadczalnym Szybownictwa PZL Bielsko w Bielsku-Białej.

## Historia

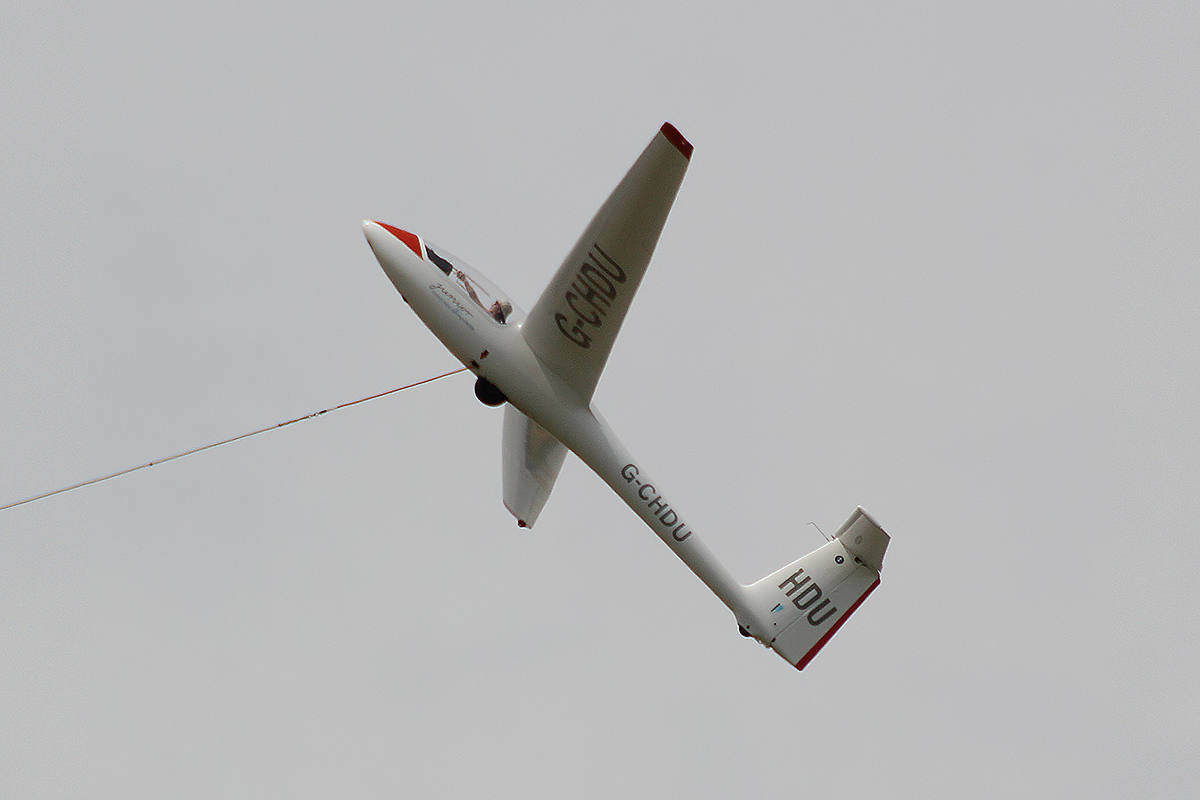
SZD-51-1 Junior startujący z użyciem wyciągarki

Pod koniec lat 70., w związku z wycofywaniem z użycia szybowców o konstrukcji drewnianej, powstała konieczność stworzenia nowej konstrukcji umożliwiającej przeszkolenie pilotów z szybowców Puchacz na szybowce klasy standard i wyczynowe. 
Zespół konstrukcyjny, pod kierownictwem Stanisława Zientka rozpoczął pracę 1 stycznia 1979 r. Konstrukcję szybowca oparto na niezrealizowanym projekcie SZD-47, który był rozwijany w latach 1973-1974 w Szybowcowym Zakładzie Doświadczalnym w Bielsku Białej. Wykorzystano projekt skrzydła, z wykorzystaniem komputerów w WSK-Mielec opracowano nowy kadłub.
Dzięki temu już 31 grudnia 1980 r. przystąpiono do oblotu przedprototypu SZD-51-0. Szybowiec, o numerze fabrycznym X-115 i znakach rejestracyjnych SP-3211, został oblatany przez Januarego Romana na lotnisku w Bielsku-Białej.

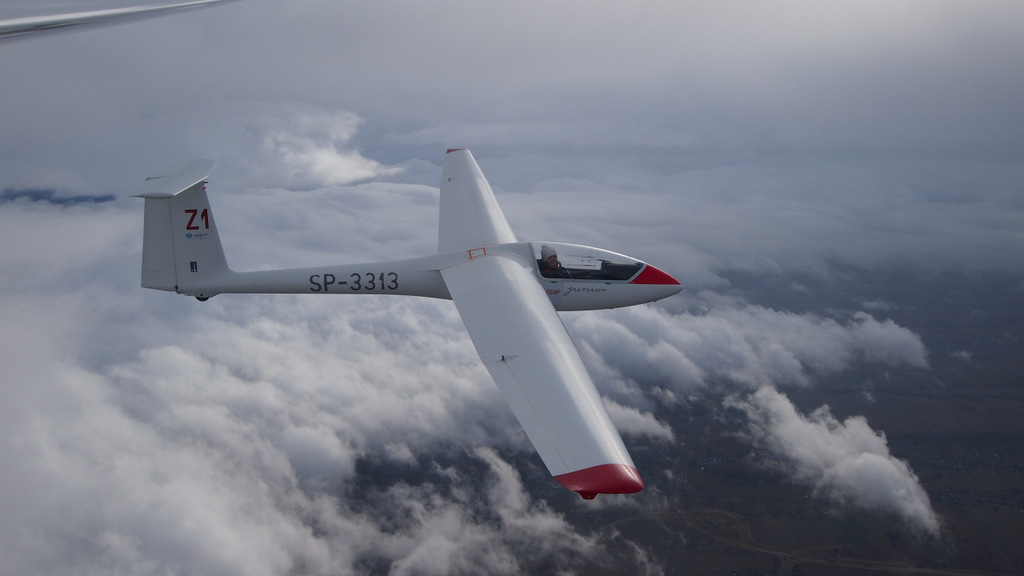
SZD-51-1 Junior w locie

Na podstawie danych zebranych podczas prób fabrycznych przygotowano dwa prototypy wersji seryjnej SZD-51-1, oznaczone numerami fabrycznymi X-116 i X-132. Oblatał je również January Roman w dn. 12 sierpnia 1983 r. i w listopadzie 1983 r. Od przedprototypu różniły się zmianami w rozpiętości i obrysie usterzenia poziomego oraz rozpiętości lotek oraz konstrukcją dźwigara. W konstrukcji wprowadzono zmiany pozwalające na usprawnienie procesu produkcji. 
W 1983 r. zakończono program naziemnych prób statycznych, do końca 1984 r. zakończono pozytywnie próby państwowe prototypów i uzyskano polski certyfikat. Pierwsza seria informacyjna obejmowała 12 egzemplarzy. Ich budowę rozpoczęto w Bielsku-Białej, po wykonaniu 5 egzemplarzy produkcja została przeniesiona do filii Zakładu Szybowcowego we Wrocławiu. Do końca 1996 r. wyprodukowano 215 egz. szybowca, z czego 161 wyeksportowano. Po upadłości PDPSz PZL-Bielsko produkcji była kontynuowana przez Allstar PZL Glider i do 2007 r. powstały łącznie 259 egzemplarze szybowca.
Powstałą również wersja SZD-51-2 (nr fabryczny B-2014), którą opracowano w celu zgłoszenia do konkursu na szybowiec klasy światowej. Od szybowca seryjnego różnił się zbiornikami balastowymi w skrzydłach oraz zastosowaniem automatycznego sprzęgu steru wysokości. 
Rozmowy w sprawie zakupu licencji rozpoczęła Brazylia, jednakże brak jest informacji o zawarciu takiego kontraktu. 
Szybowiec Junior jest oceniany przez użytkowników jako bezpieczny oraz przyjemny w pilotażu. Charakteryzuje się dużą tolerancją na błędy początkujących pilotów, ma łagodną charakterystykę przeciągnięcia oraz łatwo go wyprowadzić z korkociągu. Obsługa przedstartowa szybowca oraz czynności związane z montażem i demontażem zostały maksymalnie uproszczone i nie wymagają specjalnych kwalifikacji. Szybowiec jest tani w ekspolatacji z uwagi na przewidziany resurs 12 000 godzin. Pozycja pilota jest oceniana jako wygodna i pozwalająca na wykonywanie wielogodzinnych lotów termicznych. Pilot ma do dyspozycji obszerną i wygodną kabinę z dobrą widzialnością. Charakteryzuje się dużą manewrowością na niskich prędkościach oraz wytrzymałym podwoziem co ułatwia lądowania w przygodnym terenie.

## Konstrukcja[6]
Jednomiejscowy szybowiec o konstrukcji laminatowo-szklano-epoksydowej w układzie grzbietopłata.
Skrzydło dwudzielne dwutrapezowe o konstrukcji bezżebrowej z dźwigarem dwuteowym. O wzniosie 3° i profilu Wortmann SO 1-196 u nasady przechodzącym w części lotkowej w SO 1/2-150. Wyposażone w lotki, wyważone masowo, o konstrukcji laminatowowej. Hamulce aerodynamiczne metalowe, umieszczone wyłącznie na górnej powierzchni skrzydła.
Kadłub wraz ze statecznikiem kierunku stanowi jeden element i jest wykonany całkowicie z laminatu. W części centralnej znajduje się stalowa kratownica umożliwiająca mocowanie skrzydeł i podwozia. Kabina zamknięta, osłonięta jednoczęściową limuzyną otwieraną na prawo. Pozycja pilota regulowana na ziemi za pomocą poduszek o różnej grubości, pedały przestawiane w locie z możliwością regulacji w pięciu pozycjach. Fotel dostosowany do spadochronu plecowego. Tablica przyrządów kolumnowa, wyposażona w prędkościomierz PR-250S, wysokościomierz W-10S (ew. W-12S), wariometr WRs-5D z kompensatorem KWEC-2 i krążkiem prędkości przeskoku, busolę BS-1 (lub KI-13A) oraz zakrętomierz EZS-3. Istnieje możliwość instalacji radiostacji RS-6101 oraz aparatury tlenowej TA-03A. Antena radiostacji wbudowana na stałe w statecznik pionowy. Szybowiec jest wyposażony w zaczep przedni i dolny umożliwiające start na holu lub za wyciągarką. Istnieje możliwość zabudowy haka do startu z lin gumowych.
Podwozie jednotorowe stałe, nieamortyzowane z kółkiem głównym zaopatrzonym w hamulec tarczowy oraz kółkiem tylnym. 
Usterzenie w układzie T, ster kierunku, statecznik wysokości i ster wysokości wykonane z laminatu. Ster wysokości dzielony, ster kierunku kryty płótnem, wyważony masowo.